# Synoplotherium
Synoplotherium (conocido también como Dromocyon) es un  género extinto de mamífero mesoniquio. Era un animal de tamaño similar al de un lobo, que existió hace aproximadamente 50 millones de años, durante el Eoceno, en lo que actualmente es Wyoming.

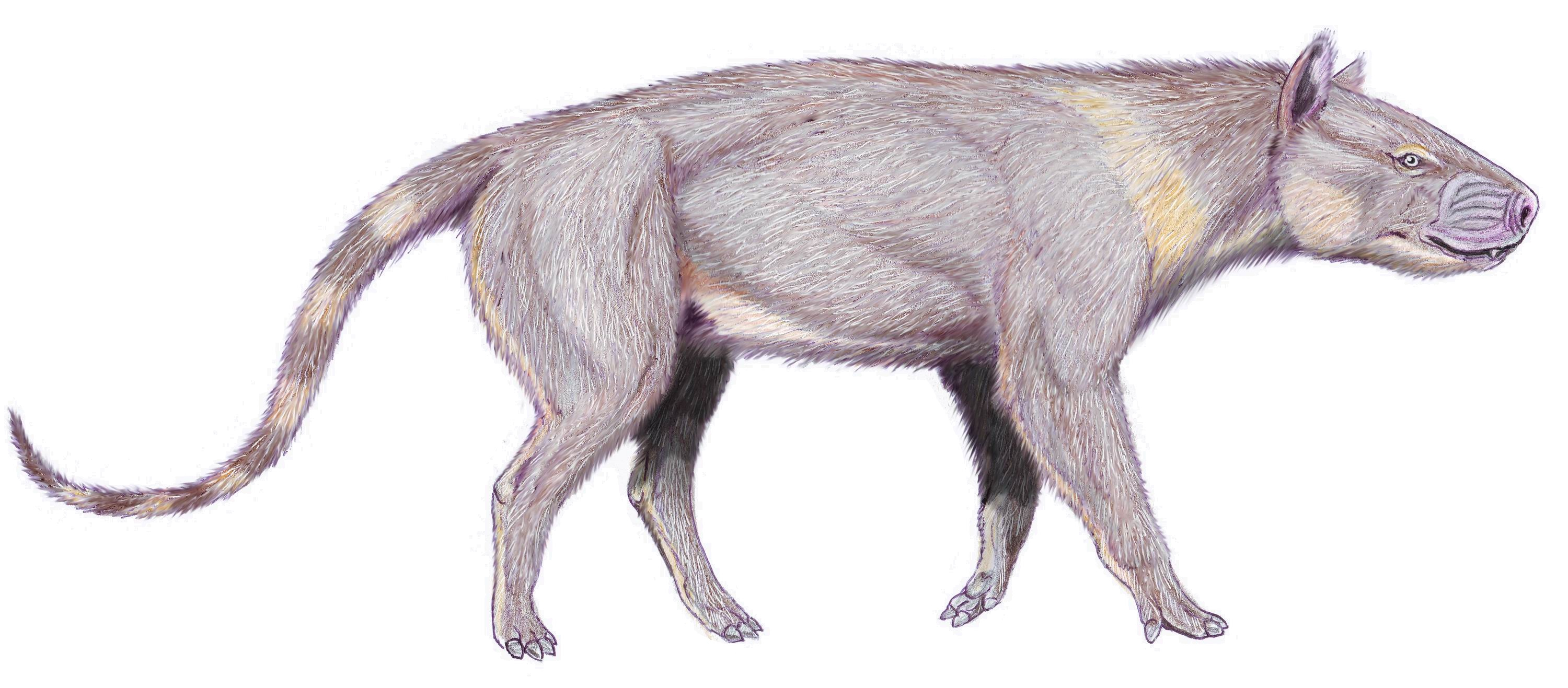
Synoplotherium vorax.

Synoplotherium estaba relacionado, coexistía y posiblemente competía con Mesonyx que tenía mayor tamaño. La anatomía de sus patas sugiere que tenía un estilo de vida corredor.